# Вороцев
Вороцев (укр. Вороців) — село в Ивано-Франковской поселковой общине Яворовского района Львовской области Украины.
Население по переписи 2001 года составляло 1228 человек. Занимает площадь 2 км². Почтовый индекс — 81086. Телефонный код — 3259.

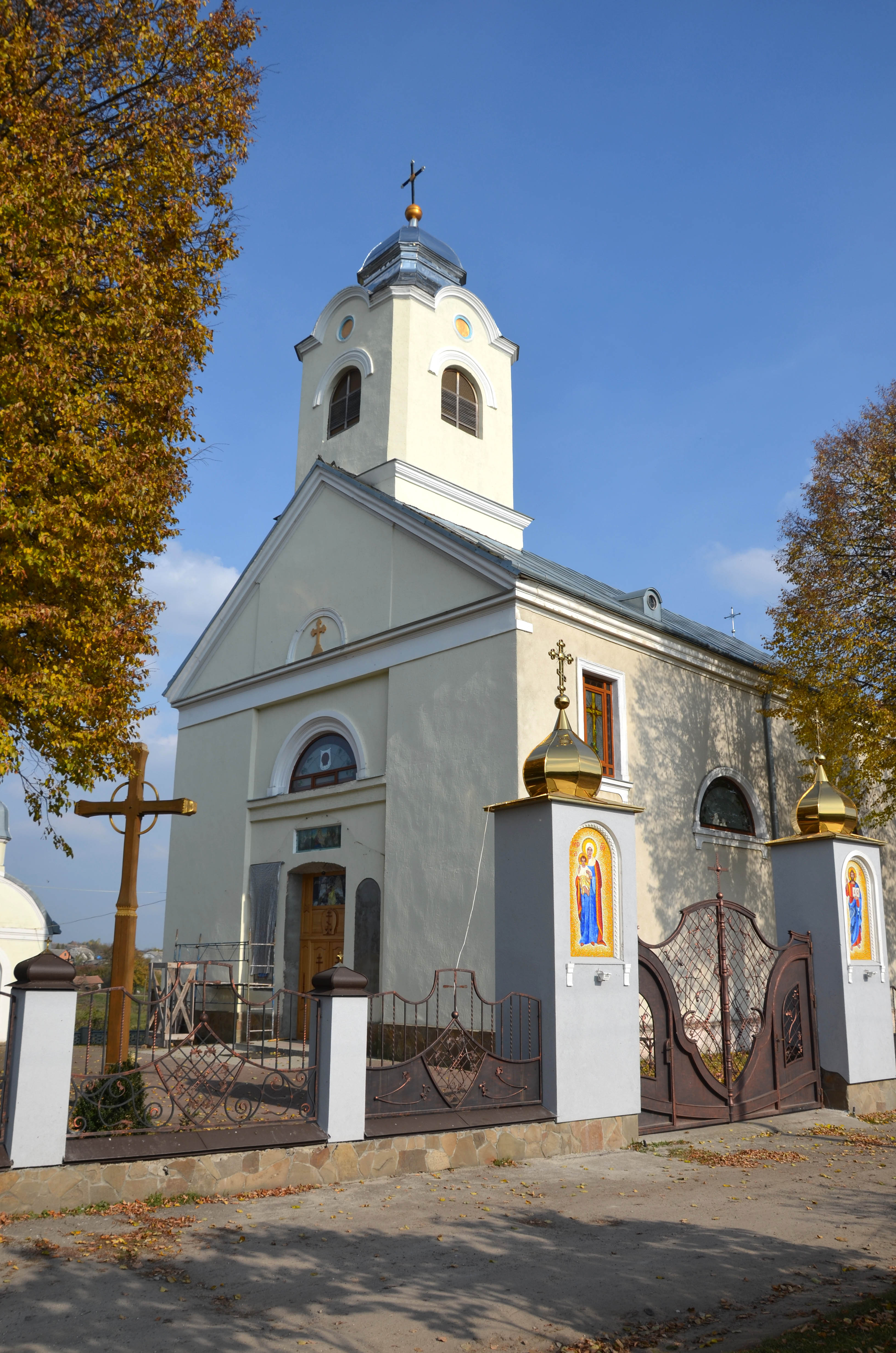
Церковь Рождества Богородицы, 1842